# Крест, Джо
Джо Крест (англ. Joe Chrest, родился 26 мая 1963 года) — американский академик и актёр, сыграл роли в многочисленных фильмах и телешоу, включая фильмы «Мачо и ботан», «Мачо и ботан 2», «Олдбой», «Дворецкий», «Идеальное свидание», а также роль Теда Уиллера в сериале от студии Netflix «Очень странные дела».

## Ранние годы
Джо родился и вырос в Сент-Олбансе, Западная Виргиния, учился в средней школе Сент-Олбанса. Получил степень бакалавра в Университете Маршалл. В конце 1980-х годов получил степень магистра по актерскому мастерству в Университете штата Луизиана в Батон-Руж.

## Карьера
Джо является приглашенным профессором Театральной школы в Колледже музыки и драматического искусства Университета штата Луизиана. С 1992 года является одним из основателей театральной студии Swine Palace Университета штата Луизиана.

## Фильмография
| Год  | Заголовок                                     | Роль                      |
| ---- | --------------------------------------------- | ------------------------- |
| 1993 | Царь горы                                     | Бен                       |
| 1995 | Там внутри                                    | Г-н Родман                |
| 1998 | Вне поля зрения                               | Энди                      |
| 2000 | Эрин Брокович                                 | Том Робинсон              |
| 2007 | Тринадцать друзей Оушена                      | Менеджер Fender Roads     |
| 2009 | Я люблю тебя, Филлип Моррис                   | Папа Стивена              |
| 2009 | Невидимая сторона                             | Тренер Клемсона           |
| 2010 | Добро пожаловать в Райли                      | Джерри                    |
| 2010 | РЭД                                           | Детектив дома престарелых |
| 2011 | Сумасшедшая езда                              | Пассажир                  |
| 2011 | Инопланетное вторжение: Битва за Лос-Анджелес | 1-й сержант Джон Рой      |
| 2011 | Голодный кролик атакует                       | Детектив Рудески          |
| 2012 | Мачо и ботан                                  | Дэвид Шмидт               |
| 2012 | Морской бой                                   | Контроллер JPL            |
| 2012 | Счастливчик                                   | Заместитель Мура          |
| 2012 | Ограбление казино                             | Агент по деловым костюмам |
| 2013 | Иллюзия обмана                                | Агент по уборке Элкхорна  |
| 2013 | Дворецкий                                     | Белый Ашер                |
| 2013 | Олдбой                                        | Джонни / Шизофреник       |
| 2014 | Мачо и ботан 2                                | Дэвид Шмидт               |
| 2014 | Ограбление по-американски                     | Капитан Салливан          |
| 2015 | Фокус                                         | Ювелир                    |
| 2015 | Человек-муравей                               | Фрэнк                     |
| 2015 | Голодные игры: Сойка-пересмешница. Часть II   | Митчелл                   |
| 2016 | Свободные люди округа Джонс                   | Джеймс Икинс              |
| 2019 | Идеальное свидание                            | Харви Либерман            |
| 2023 | Убийцы цветочной луны                         | Юрист Фрилинг             |
| 2024 | Покажи мне Луну                               | Сенатор Ваннинг           |

## Телевидение
| Год  | Заголовок                 | Роль                   |
| ---- | ------------------------- | ---------------------- |
| 1993 | Закон и порядок           | Лейтенант Чарльз Бейтс |
| 2004 | C.S.I. Место преступления | Аль Магуайр            |
| 2004 | Звездный путь: Энтерпрайз | Посетитель бара        |
| 2014 | Настоящий детектив        | Детектив Демма         |
| 2016 | Очень странные дела       | Тед Уилер              |
| 2019 | В поисках Аляски          | Уолтер Холтер          |